# Iso-Tahko
Iso-Tahko är en sjö i kommunen Salo i landskapet Egentliga Finland i Finland. Arean är 34 hektar och strandlinjen är 3,81 kilometer lång. Sjön  ingår i Kisko ås och Bjärnå å huvudavrinningsområde.   Den ligger omkring 65 kilometer öster om Åbo och omkring 85 kilometer väster om Helsingfors. 
Iso-Tahko ligger öster om Hirsijärvi. 